# John Frusciante
John Anthony Frusciante (født 5. marts 1970) er en amerikansk guitarist, sanger, producer og komponist, bedst kendt fra rockbandet Red Hot Chili Peppers, hvori han spillede guitar i årene 1988 til 1992, 1998 til 2009 og fra 2019. Han indspillede i alt 5 plader med bandet.
Frusciante har derudover udgivet 11 albummer og 5 EP'er i eget navn. Hans soloarbejde varierer i forskellige genrer, heriblandt eksperimentel rock, new wave og electronica. Udover hans arbejde som solist har han taget del i en række bands og samarbejder med andre kunstnere. Han var en aktiv del af bandet The Mars Volta, hovedsageligt som studieguitarist fra 2002 til 2008. Sammen med guitaristen Josh Klinghoffer og bassisten Joe Lally dannede han gruppen Ataxia der nåede at udgive to album, ét henholdsvis i 2004 og 2007.

## Opvækst
John Frusciante er født i Queens, New York, hvor han boede indtil hans forældre blev skilt, hvorefter han flyttede til Los Angeles.

## Karriere
I en alder af blot 18 år blev han optaget i sit favoritband Red Hot Chili Peppers efter deres oprindelige guitarist Hillel Slovak døde af en overdosis. Frusciante var til audition til rock-gruppen Jane's Addiction. Red Hot Chili Peppers-stifter og -bassist, Flea, hørte hans audition, og blev efter sigende så imponeret at han fik Frusciante til at slutte sig til Red Hot Chili Peppers i stedet.[kilde mangler]
Han debuterede på pladen Mother's Milk i 1989, og fik sammen med resten af bandet det helt store gennembrud med hit-pladen Blood Sugar Sex Magik fra 1991.
Overvældet af bandets verdensomspændende popularitet og voldsomme stofmisbrug, forlod Frusciante Red Hot Chili Peppers under "Blood Sugar Sex Magik"-touren i 1992.
I 1994 udgiver han sit første soloalbum Niandra LaDes And Usually Just A T-shirt som han dedikerer til Fleas datter, Clara Balzary, som i dag bl.a. er fotograf for Red Hot Chili Peppers med Josh Klinghoffer som guitarist.
I 1997 udgiver han sit andet soloalbum Smile From The Streets You Hold. Dette album er en samling af numre han skrev i tiden omkring han sluttede sig til Red Hot Chili Peppers samt nyskrevne numre. Smile From The Streets You Hold trak Frusciante selv ud af produktion, da han i 1999 vendte tilbage til Red Hot Chili Peppers, og da årsagen til udgivelsen var finansieringen af hans stoffer.
I 1999 udgav Red Hot Chili Peppers, med Frusciante i gruppen, Californication.
Inden Frusciante officielt forlod bandet for anden gang i 2009, og blev erstattet af sin ven og samarbejdspartner Josh Klinghoffer, udgav de sammen By The Way (2002) og Stadium Arcadium (2006).
Frusciante har udgivet 11 albummer i eget navn, ét album med Josh Klinghoffer og to albums med Ataxia som foruden Frusciante og Klinghoffer tæller Joe Lally (Fugazi).
Seneste projekter Frusciante har været del af er den elektroniske duo (med Aaron Funk) og gruppen Swahili Blonde. I øjeblikket rygtes det at han er ved at indspille et nyt solo album i samarbejde med R&B-sangeren Share Watson (Truth Hurts).[kilde mangler]
16. december 2019 annoncerede Red Hot Chili Peppers at Frusciante igen tilsluttede sig bandet og erstattede guitarist Josh Klinghoffer.

## Diskografi

### Solo
- Niandra LaDes & Usually Just A T-shirt American Recordings / 1991
- Smile From the Streets You Hold Birdman / 1997
- Estrus EP/45 (Promo) Birdman / 1997
- To Record Only Water For Ten Days Warner / 2001
- From the Sounds Inside (gratis internetalbum) / 2001
- Shadows Collide With People 2004
- The Will to Death 2004
- Inside of Emtiness 2004
- Curtains" 2004
- The Empyrean 20. Januar 2009

### Red Hot Chili Peppers
- Mother's Milk EMI / 1989
- Blood Sugar Sex Magik Warner Bros. / 1991
- Californication Warner Bros. / 1999
- By The Way Warner Bros. / 2002
- Stadium Arcadium Warner Bros. / 2006

### Andre
- Banyan – Anytime at All Cyberoctive / 1998
- The Bicycle Thief – You Come and Go Like a Pop Song Goldenvoice / 1999
- Perry Farrell – Rev Wea/Warner Bros. / 1999
- Fishbone – Psychotic Friends Nuttwerx" Uni/Hollywood / 2000
- Tricky – Blowback" Hollywood / 2001
- Macy Gray – The I.D Sony/Epic / 2001
- The Mars Volta – De-Loused in the Comatorium (guitar og synthesizer) 2003
- Ataxia – Automatic Writing 2004
- John Frusciante & Josh Klinghoffer A sphere in the Heart of Silence 2004
- The Mars Volta – Frances the Mute (to første guitarsoloer i L'via L'viaquez) / 2005
- The Mars Volta – Amputechture / 2006
- Ataxia – AWII 2007
- The Mars Volta – The Bedlam in Goliath / 2008
- The Mars Volta – Octahedron / Juni 2009
- Omar Rodriguez Lopez & John Frusciante – Omar Rodriguez Lopez & John Frusciante / 2010
- Omar Rodriguez Lopez Quartet – Sepulcros De Miel / 2010